# Comarca Montes
La comarca de Montes, también conocida como Montes de Toledo.
Es una de las seis comarcas en que la Diputación Provincial de Ciudad Real divide la provincia de Ciudad Real, en España.
Existe una división histórica en la que una parte de los Montes de Toledo pertenece a la provincia de Toledo y otra parte a la provincia de Ciudad Real.
Esta división se remonta al siglo XIX, específicamente con la división provincial de España realizada en 1833 por el ministro Javier de Burgos. Fue en ese momento cuando se crearon las actuales provincias, y se distribuyeron los territorios comarcales de forma que los Montes de Toledo quedaron repartidos entre las dos provincias: la parte norte integrada en la provincia de Toledo, y la parte sur integrada en la provincia de Ciudad Real.
Está compuesta principalmente por los pueblos que formaban los antiguos Estados del Duque.
Casi toda la comarca está en territorio montañoso, pues forma parte del sistema montañoso de los Montes de Toledo, cabe destacar la importancia de que un pueblo de la misma (Fuente el Fresno) se encuentra la única iglesia románica con una torre de planta redonda, la cual tiene el título de Monumento Histórico Artístico, y está considerada como la catedral de la comarca de los Montes de Toledo.
Algunos municipios de esta comarca, forman la Mancomunidad de los Estados del Duque, la cual realiza cada año un encuentro de pintura con los niños de todos los colegios de los pueblos; cada año es celebrado en un pueblo diferente.
Estos pueblos formaron una organización para fomentar el turismo que lleva por nombre Montes Norte; la actual presidenta es la alcaldesa de Fuente el Fresno, doña Claudia Ranz Rey.
La mayor parte de estos pueblos forman parte de Entre parques.

## Municipios
| Municipio             | Población | Superficie | Densidad |
| --------------------- | --------- | ---------- | -------- |
| Malagón               | 7.998     | 364,80     | 23,85    |
| Piedrabuena           | 4.395     | 565,36     | 8,58     |
| Porzuna               | 3.532     | 211,90     | 19,38    |
| Fuente el Fresno      | 3.220     | 119,46     | 29,63    |
| El Robledo            | 1.081     | 105,50     | 12,15    |
| Puebla de Don Rodrigo | 1.178     | 424,87     | 2,98     |
| Retuerta del Bullaque | 941       | 653,90     | 1,77     |
| Los Cortijos          | 1.015     | 94,89      | 10,70    |
| Horcajo de los Montes | 1.009     | 208,44     | 4,84     |
| Alcoba                | 726       | 307,10     | 2,36     |
| Arroba de los Montes  | 559       | 61,70      | 9,06     |
| Luciana               | 416       | 113,84     | 3,65     |
| Navas de Estena       | 398       | 146,54     | 2,72     |
| Anchuras              | 372       | 231,05     | 1,61     |
| Navalpino             | 269       | 196,33     | 1,37     |
| Fontanarejo           | 268       | 76,95      | 3,48     |